# Giacomo Puccini
Giacomo Antonio Domenico Michele Secondo Maria Puccini (ur. 22 grudnia 1858 w Lukce, zm. 29 listopada 1924 w Brukseli) – włoski kompozytor muzyki operowej, wolnomularz. Jeden z najwybitniejszych kompozytorów operowych wszech czasów.

## Życiorys
Urodził się w mieście Lukka w rodzinie muzyków. Ojciec, Michele (1813–1864), prowadził orkiestrę miejską, był także organistą w katedrze i kompozytorem muzyki religijnej. Dziad, Domenico (1772–1815), był również kompozytorem, autorem utworów orkiestrowych i fortepianowych. Muzykami byli także pradziad Antonio (1747–1832) i prapradziad Giacomo (1712–1781). Po śmierci ojca pięcioletni Giacomo został wysłany do nauki u wuja, zdaniem którego chłopiec był niezbyt zdolny i przede wszystkim mało zdyscyplinowany. Tym niemniej Puccini został organistą. Zainteresowanie teatrem operowym wzbudziło w nim podobno przedstawienie Aidy Verdiego w Pizie. Pierwsze zachowane kompozycje Pucciniego pochodzą z lat 1876 (Preludium na orkiestrę e-moll) i 1877 (kantata i motet).
W latach 1880–1883 Puccini studiował w konserwatorium w Mediolanie, gdzie był uczniem Amilcare Ponchiellego i Antonia Bazziniego. W roku 1883 wziął udział w konkursie na operę jednoaktową, zorganizowanym przez wydawcę Sonzogno. Chociaż jego opera Le Villi (Rusałki) nie otrzymała nagrody, została jednak wystawiona w 1884 w Teatro dal Verme w Mediolanie. Dzieło zwróciło uwagę wydawcy Ricordiego, który zamówił u Pucciniego następną operę pt. Edgar (wystawioną w La Scali w 1889). Premiera Edgara nie była jednak sukcesem i opera ta jest bardzo rzadko wystawiana.
Przygnębiony nieudaną premierą Edgara, Puccini pracował jednak nad kolejną operą – Manon Lescaut. W tym czasie zamieszkał w małej miejscowości Torre del Lago, nieopodal Lukki. Początkowo wynajmował tam mieszkanie, ale po wielkim sukcesie swojej trzeciej opery zbudował tam sobie willę, która pozostała jego ulubionym domem do końca życia. Premiera Manon Lescaut odbyła się 1 lutego 1893 r. w Turynie.
Światowy sukces przyniosła mu dopiero Cyganeria (La Bohème). Z późniejszych dzieł największą popularnością cieszą się: Madame Butterfly, Tosca i niedokończona Turandot.
Jego twórczość łączy w sobie tradycje muzyki włoskiej i zdobycze opery niemieckiej (Wagner, Richard Strauss).

## Dzieła
- Willidy (Le Villi) 1884
- Edgar 1889
- Manon Lescaut 1893
- Cyganeria (La Bohème) 1896
- Tosca 1900
- Madame Butterfly 1904
- Dziewczyna ze Złotego Zachodu (La fanciulla del West) 1910
- Jaskółka (La rondine) 1917
- Tryptyk (Płaszcz, Siostra Angelica, Gianni Schicchi) 1918
- Turandot (ukończona przez Franco Alfano po śmierci Pucciniego) 1925